# 187 Lamberta
Lamberta (asteroide 187) é um asteroide da cintura principal com um diâmetro de 130,4 quilómetros, a 2,08545873 UA. Possui uma excentricidade de 0,23670797 e um período orbital de 1 649,54 dias (4,52 anos).
Lamberta tem uma velocidade orbital média de 18,01927487 km/s e uma inclinação de 10,59790603º.
Este asteroide foi descoberto em 11 de Abril de 1878 por Jérôme Coggia.